# کوینتوس لابینوس

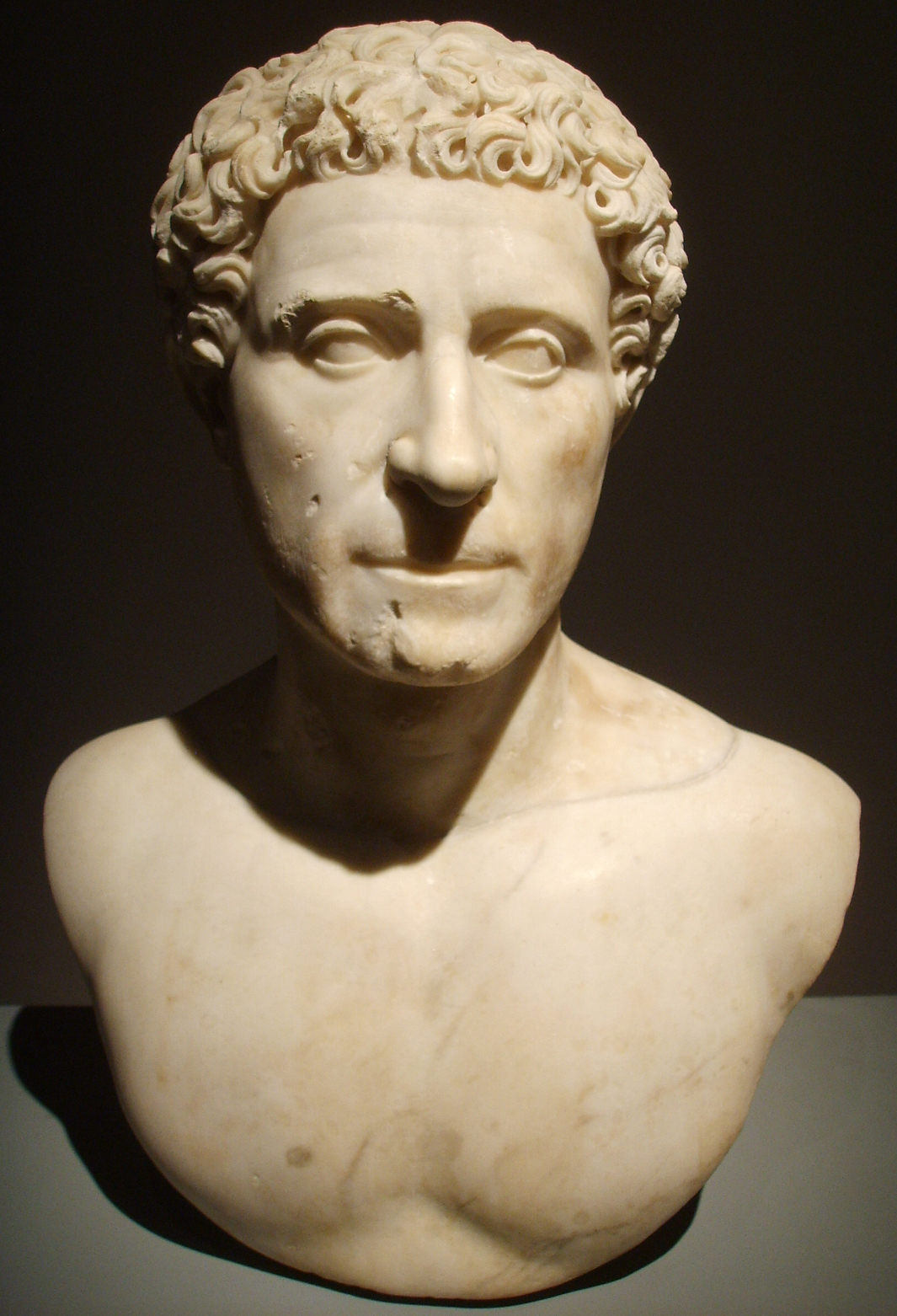
مجسمه نیم تنه کوینتوس لابینوس در موزه شهری کرمونا

کوینتوس لابینوس پارتیکوس (به لاتین: Quintus Labienus Parthicus) سردار جمهوری خواه رومی بود که به خدمت اشکانیان در آمد. با کشته شدن ژولیوس سزار در سال ۴۴ پیش از میلاد و آغاز جنگ داخلی در روم، لابینوس به جبهه جمهوری خواه به رهبری بروتوس و کاسیوس پیوست و به عنوان سفیر کاسیوس در دربار اشکانی حضور داشت. پس از شکست جمهوری خواهان در جنگ با جانشینان امپریالیست سزار (از جمله مارکوس آنتونیوس و اکتاویوس جانشین سزار و امپراتور آینده) لابینوس به اشکانیان پناهنده شد. لقب لاتین پارتیکوس نیز به معنی خدمت او به پارتیان است.
در سال ۴۰ ق. م اشکانیان به رهبری پاکور پسر ارد دوم و به همراهی لابینوس و برزافره از رود فرات عبور کرده و پس از چندین درگیری موفق به شکست دسیدیوس ساکسا، گمارده مارکوس آنتونیوس در شامات و سوریه شده و آپامآ و انطاکیه را گشودند. پس از این پیروزی سپاه اشکانی به دو قسمت تقسیم شد. بخشی به رهبری پاکور باقی سرزمین شام و یهودیه را تسخیر کرد و لابینوس در تعقیب ساکسا به سوی آسیای صغیر حرکت نمود و در کلیکیه او را شکست داد. در این نبرد به سال ۳۹ ق. م ساکسا کشته شد. پس از این لابینوس به پیشروی خود ادامه داده و حوزه نفوذ اشکانیان تا داردانل افزایش یافت. در این زمان گستره امپراتوری اشکانی با دوره هخامنشی (به استثنای مصر) برابری می‌نمود(۴۰-۳۹ ق. م).
در ۳۹ ق. م آنتونیوس که خود درگیر اختلافات شخصی، خانوادگی و سیاسی بود سردار نامی خود پوبلیوس ونتیدیوس باسوس را مأمور جنگ با اشکانیان نمود. وی در ابتدا به آناتولی حمله برد و لابینوس که سربازان ایرانی چندانی در اختیار نداشت ناچار به عقب نشینی شده و با تسلیم بخش بزرگی از آسیای صغیر در کلیکیه آماده نبرد با روم شد. پاکور در پاسخ به درخواست کمک لابینوس دسته‌ای از سواران پارتی را به یاری وی فرستاد اما این سربازان در میدان جنگ خودسرانه عمل نموده و از فرامین لابینوس پیروی نکردند. در این نبرد سپاه اشکانی شکست خورد و لابینوس در هنگام فرار اسیر شده و چندی بعد اعدام گردید. یک سال بعد پاکور نیز در جنگ با سپاه پوبلیوس در سوریه کشته شد.
لابینوس خود را امپراتور پارت می‌نامید. در این دوره امپراتور در میان رومیان به معنی سردار و ژنرال جنگی به کار می‌رفت و لابینوس نیز به همین شکل خود را امپراتور پارت به معنی سردار اشکانی می‌نامید.